# Raab-Katzenstein RK 15
Die Raab-Katzenstein RK 15  entstand als Entwurf 1928 bei den Raab-Katzenstein Flugzeugwerken in Kassel.

## Entwicklung
Die Raab-Katzenstein RK 15 entstand bei den Raab-Katzenstein-Werken 1928 unter Paul Hall als Entwurf eines leistungsstarken Sporteinsitzers. Vermutlich handelt es sich hierbei um eine zivile Ableitung der RaKa RK 13 bzw. des Jagdeinsitzer RaKa RK4. Als Antrieb waren die für kommerzielle Einsatzzwecke bei Raab-Katzenstein vorgesehenen 600 PS starken Junkers L55 bei der RaKa RK15a und BMW-VI-Motoren bei der RaKa RK15 geplant, die auch beim Passagierflugzeug RaKa RK 14 zum Einsatz kamen. Die Entwicklung wurde im Entwurfsstadium abgebrochen.

## Technische Daten
| Kenngröße             | RK 15                         |
| --------------------- | ----------------------------- |
| Besatzung             | 1                             |
| Spannweite            |                               |
| Länge                 |                               |
| Höhe                  |                               |
| Flügelfläche          |                               |
| Flächenbelastung      |                               |
| Leistungsbelastung    |                               |
| Leermasse             |                               |
| Zuladung              |                               |
| Startmasse            |                               |
| Höchstgeschwindigkeit |                               |
| Gipfelhöhe            |                               |
| Aktionsradius         |                               |
| Antrieb               | 600 PS Junkers L5 oder BMW VI |